# 가와카미 노리히로
가와카미 노리히로(일본어: 川上 典洋, 1987년 4월 4일 ~ )는 일본의 축구 선수이다.

## 구단 경력
제프 유나이티드 지바, 도치기 SC, 츠바이겐 가나자와, SC 사가미하라에서 활동하였다.